# Kurt Angle
Kurt Steven Angle (sinh 9 tháng 12 năm 1968) - người Mỹ, là một đô vật chuyên nghiệp, diễn viên, và đô vật nghiệp dư đã nghỉ hưu. Ông là người duy nhất từng đoạt huy chương vàng Olympic bộ môn đấu vật trong thời gian thi đấu cho WWE, đồng thời 4 lần vô địch WWE, 1 lần WCW, và 1 lần World Heavyweight Champion. Khi còn thi đấu tại Clarion University of Pennsylvania, ông giành được nhiều giải thưởng, bao gồm 2 lần trở thành vận động viên thi đấu cho National Collegiate Athletic Association (NCAA) Division I tại giải Vô địch Đấu vật hạng nặng. Sau khi tốt nghiệp đại học, Angle giành huy chương vàng bộ môn đấu vật tự do tại World Wrestling Championships 1995. Một năm sau ông cũng giành huy chương vàng đấu vật tự do tại Thế vận hội Mùa hè 1996. Angle là một trong 4 người đạt được Grand Slam môn đấu vật nghiệp dư (junior nationals, NCAA, World Championships, Olympic). Năm 2006, USA Wrestling ca ngợi ông là shoot wrestler vĩ đại và là một trong 15 đô vật xuất sắc mọi thời đại.
Angle lần đầu thi đấu tại một sự kiện đấu vật chuyên nghiệp vào năm 1996, có màn ra mắt võ đài vào năm 1998. Năm 1999, ông ký hợp đồng nhiều năm với World Wrestling Federation (WWF) và xuất hiện trên truyền hình vào tháng 3 năm đó. Sau trận đấu unaired, Angle chính thức ra mắt vào tháng 11 cùng năm và nhận được sự giúp sức đầu tiên của mình tại công ty trong tháng 2 năm 2000, nơi ông giữ đồng loạt European Championship và Intercontinental Championship. Bốn tháng sau đó, ông thắng giải King of the Ring, và không lâu sau đó ông bắt đầu theo đuổi WWF Championship, mà ông giành được trong tháng 10; chính thức nhận tân binh trong năm này, được nhiều người xem là sự kiện lớn nhất trong lịch sử đấu vật chuyên nghiệp. Trong suốt nhiệm kỳ của mình ở WWE, Angle sáu lần vô địch thế giới (bốn lần WWF/E Champion, một lần World Heavyweight Champion, và một lần WCW Champion), một lần giành United States Champion, một lần giành Intercontinental Champion, một lần giành European Champion và một lần giành WWE Tag Team Champion. Ông là người thứ 10 giành Triple Crown Champion và là người thứ năm giành Grand Slam Champion trong lịch sử WWE.
Sau khi rời WWE, Angle tham gia Total Nonstop Action Wrestling (TNA), nơi ông giành kỷ lục 6 lần lần giành TNA World Heavyweight Champion, 2 lần giành TNA World Tag Team Champion, và 1 lần giành TNA X Division Champion. Ông là người thứ hai dành chiến thắng Triple Crown  trong lịch sử TNA và là người duy nhất giữ tất cả danh hiệu cùng một lúc. Như một phần của TNA, Angle cũng xuất hiện vì New Japan Pro Wrestling (NJPW) và Genome Federation Inoki (IGF), nơi ông giữ IWGP Heavyweight Championship một lần.
Cùng với WWE, TNA, và Nhật Bản, Angle đã giành 13 chức vô địch thế giới và tổng số 21 chức vô địch. Ông là đô vật chuyên nghiệp duy nhất trong lịch sử đã giành được WWE, WCW, TNA, và giải vô địch thế giới IWGP trong sự nghiệp của mình. Angle cũng hai lần là King of the Mountain và một lần là King of the Ring, khiến ông là người duy nhất trở thành cả King of the Ring (WWE) và King of the Mountain (TNA). Năm 2010, Wrestling Observer Newsletter gọi Angle là Đô vật của thập kỷ của những năm 2000, và năm 2013, ông là người thứ hai từng được bổ nhiệm vào TNA Hall of Fame. Ông đã quảng cáo rầm rộ nhiều sự kiện pay-per-view cho cả WWE và TNA suốt sự nghiệp của mình, bao gồm các sự kiện hàng đầu cho cả hai chương trình khuyến mãi: WrestleMania tại WWE, và Bound for Glory tại TNA.

## Sự nghiệp đấu vật nghiệp dư
Angle bắt đầu đấu vật nghiệp dư khi bảy tuổi. Anh học tại Mt. Lebanon High School, nơi anh giành varsity letters trong bóng bầu dục và đấu vật và trở thành một All-State linebacker. Anh bất bại trên đội đấu vật năm thứ nhất tại Mt. Lebanon High và đủ điều kiện cho giải đấu vật trong nước năm thứ hai của mình. Angle cũng đứng thứ ba trong các giải đấu vật trong nước khi còn ở năm thứ ba và trở thành nhà vô địch 1987 Pennsylvania State Wrestling ở năm thứ tư.
Sau khi tốt nghiệp trung học, Angle đã học ở Clarion University of Pennsylvania, nơi anh tiếp tục đấu vật ở mức độ nghiệp dư. Anh đã hai lần vô địch National Collegiate Athletic Association Division I, á quân quốc gia năm 1991, và ba lần giành NCAA Division I All-American. Ngoài ra, Angle là nhà vô địch 1987 USA Junior Freestyle, hai lần vô địch USA Senior Freestyle, và vô địch 1988 USA International Federation of Associated Wrestling Styles Junior World Freestyle.
Sau khi tốt nghiệp đại học, Angle tiếp tục đấu vật. Năm 1995, anh giành huy chương vàng tại FILA Wrestling World Championships tại Atlanta, Georgia. Sau chiến thắng này, Angle bắt đầu chuẩn bị cho Thế vận hội Mùa hè 1996 dưới sự huấn luyện của Dave Schultz tại Pennsylvanian Foxcatcher Club, huấn luyện giữa tám và mười tiếng một ngày. Tháng 1 năm 1996, không lâu sau khi Angle bắt đầu tập luyện tại câu lạc bộ, Schultz bị ám sát bởi John Eleuthère du Pont, nhà tài trợ của đội của Schultz của Olympic về sau. Kết quả là, Angle bỏ đội của du Pont, tìm kiếm nhà tài trợ mới, và tham gia Câu lạc bộ Đấu vật Dave Schultz trong ký ức của Schultz.
Angle phải đối mặt với khó khăn hơn nữa khi tham gia 1996 Olympic Trials trong lúc anh bị chấn thương cổ nghiêm trọng: gãy hai đốt sống cổ của mình, herniating two discs, và bị căng bốn cơ. Tuy nhiên, Angle vượt qua thử thách và sau đó giành 5 tháng tiếp theo để nghỉ ngơi và phục hồi. Vào Thế vận hội, Angle đã có thể thi đấu, mặc dù phải tiêm vài mũi giảm đau ở cổ. Vào mùa thu năm 1996, Angle nói rằng anh tạm thời trở nên nghiện thuốc giảm đau Vicodin sau khi bị chấn thương cổ của mình. Anh giành huy chương vàng hạng nặng hạng cân (90–100 kg; 198–220 lb) mặc dù chấn thương, đánh bại đô vật Iran Abbas Jadidi bởi quyết định của các trọng tài sau khi các đối thủ thi đấu đến tám phút, hòa một-một. Cuộc đọ sức thấy Jadidi kiếm điểm sau hai phút và 46 giây bởi quay Angle, và Angle kiếm điểm của riêng mình với một cú takedown sau ba phút và mười giây. Quyết định của các trọng tài vấp phải sự phản đối Jadidi. Angle tặng chiến thắng cho danh dự của Schultz.
Không lâu sau chiến thắng của mình, Angle từ chối một hợp đồng với World Wrestling Federation (WWF). Trong năm đó, anh trở thành đại diện tiếp thị cho Protos Foods, các nhà sản xuất của OSTRIM, một thành phần của thịt đà điểu.
Tháng 4 năm 2011, Angle tiết lộ rằng anh có kế hoạch trở lại để đấu vật nghiệp dư cho Thế vận hội Mùa hè 2012 tại Luân Đôn. Vào tháng 4 năm 2012, anh thông báo là anh không thể thực hiện các thử nghiệm cho đội tuyển Mỹ do một chấn thương đầu gối.

## Sự nghiệp đấu vật chuyên nghiệp

### Extreme Championship Wrestling (1996)
Vào ngày 26 tháng 10 năm 1996, Angle đã bị thuyết phục bởi đồng nghiệp bản địa Pittsburgh Shane Douglas để tham dự các buổi ghi hình của Extreme Championship Wrestling (ECW) sự kiện có tên là High Incident. Anh trả lời phỏng vấn trong võ đài và cung cấp bình luận của khách trong trận đấu giữa Taz và Little Guido, nhưng rời khỏi tòa nhà sau khi Raven "đóng đinh" Sandman chảy máy bằng cách gắn anh vào cây thánh giá sử dụng dây thép gai. Angle, bị sốc bởi hình ảnh gây tranh cãi và sợ rằng sự nghiệp của mình sẽ bị phá hỏng nếu anh có liên quan đến vụ việc, đe dọa sẽ khởi kiện chủ ECW Paul Heyman nếu anh được chiếu trên truyền hình trong chương trình như diễn viên đóng thế.

### National Wrestling Alliance (1998)
Angle đã hoàn thành ở battle royal tại NWA's 50th Anniversary Show, tổ chức vào 24 tháng 10 năm 1998 tại Hilton Hotel ở Cherry Hill, New Jersey.

### World Wrestling Federation/Entertainment

#### Nhiệm kỳ đầu và "Eurocontinental" Champion (1998-2000)
Tháng 10 năm 1998, Angle ký hợp đồng 8 năm với World Wrestling Federation (WWF). Anh được phân công phát triển Power Pro Wrestling ở lãnh thổ Memphis, Tennessee, nơi anh bắt đầu tập luyện. Sự xuất hiện lần đầu tiên của Angle trên truyền hình WWF là vào ngày 7 tháng 3 năm 1999 tập Sunday Night Heat, nơi anh tham gia vào cốt truyện hư cấu với Tiger Ali Singh. Cốt truyện hư cấu này lôi kéo Singh trả tiền cho anh để hỉ mũi vào lá cờ Mỹ. Angle thay vì hỉ mũi vào lá cờ của Singh và đánh anh ta ra. Trận đấu WWF đầu tiên của anh là dark match chiến thắng trước Brian Christopher vào ngày 11 tháng 4 năm 1999. Trong những tháng tiếp theo, anh đấu vật tại house show và một số dark matches khác để chuẩn bị cho lần ra mắt của mình trên truyền hình.
Sau vài tuần của vignettes, Angle làm truyền hình lần ra mắt đầu tiên tại võ đài vào ngày 14 tháng 11 năm 1999 tại Survivor Series tại Joe Louis Arena ở Detroit, Michigan, đánh bại Shawn Stasiak. Trong lần push ban đầu của mình, anh vẫn bất bại vài tuần, cuối cùng để thua Tazz bởi passing out tại Royal Rumble. Nhân vật truyền hình của Angle là một "anh hùng Mỹ" gimmick dựa trên huy chương vàng anh giành được tại Thế vận hội Mùa hè 1996. Trong quảng cáo của mình, Angle tự giới thiệu như là hình mẫu và nhấn mạnh sự cần thiết phải làm việc chăm chỉ để thực hiện ước mơ của một người, nhấn mạnh 3 yếu tố, "Sức mạch, Toàn vẹn, và Trí óc". Trong quảng cáo của mình và màn xuất hiện võ đài, Angle luôn luôn đeo bản sao của huy chương vàng trên cổ của mình. Trong khi anh làm được nhiều nguyên tắc có liên quan với đô vật "good guy", nhân vật của Angle đặt một spin kiêu ngạo trên chúng để diễn như nhân vật phản diện, nói xuống khán giả và cư xử như thể anh ta nghĩ anh ta tốt hơn so với những người hâm mộ. Angle giành chiến thắng cả European Championship lẫn Intercontinental Championship vào tháng 2 năm 2000, quảng cáo mình là "Eurocontinental Champion". Anh đánh rơi cả hai danh hiệu của mình mà không bao giờ thừa nhận fall trong hai falls Triple Threat match với Chris Benoit và Chris Jericho tại WrestleMania 2000. Trận đấu đã được thống nhất trên danh nghĩa của Angle bởi người thầy của mình, Bob Backlund.

#### WWF Champion (2000-2001)
Trong suốt giữa năm 2000, sau khi liên kết với Edge và Christian tạo thành The ECK, họ có mối thù với Too Cool và Rikishi. Angle đánh bại Rikishi trong trận chung kết King of the Ring. Angle tiếp tục mối thù với Triple H, Stephanie Mcmahon. Như một sự thay đổi khác xa với kịch bản, dự định của Stephanie khi quay lưng lại với chính chồng mình, Triple H để rồi đi với Angle, và anh đã thua Triple H tại Unlorgiven. Tuy nhiên, trước trận đấu với Stone Cold Steve Austin, Angle đề nghị muốn duy trì một tình bạn với Stone Cold và tặng cho anh ta một huy chương vàng. Nhưng Austin không hài lòng khi nói với Angle rằng anh ta sẽ giữ nó ở một nơi tốt đẹp hơn rồi tấn công Angle.

#### Totol Nonstop Action Wrestling

##### Liên minh Angle (2006 - 2008)
===== The Main Event Mafia (2008 - 2009)

## Những nỗ lực khác
Năm 1997, Angle làm bình luận viên thể thao 1 năm cho Công ty Truyền thông FOX địa phương của Pittsburgh liên kết với WPGH-TV. Anh cũng làm thương mại cho các chuỗi cửa hàng pizza Pittsburgh trên Pizza Outlet.

## Cuộc sống cá nhân

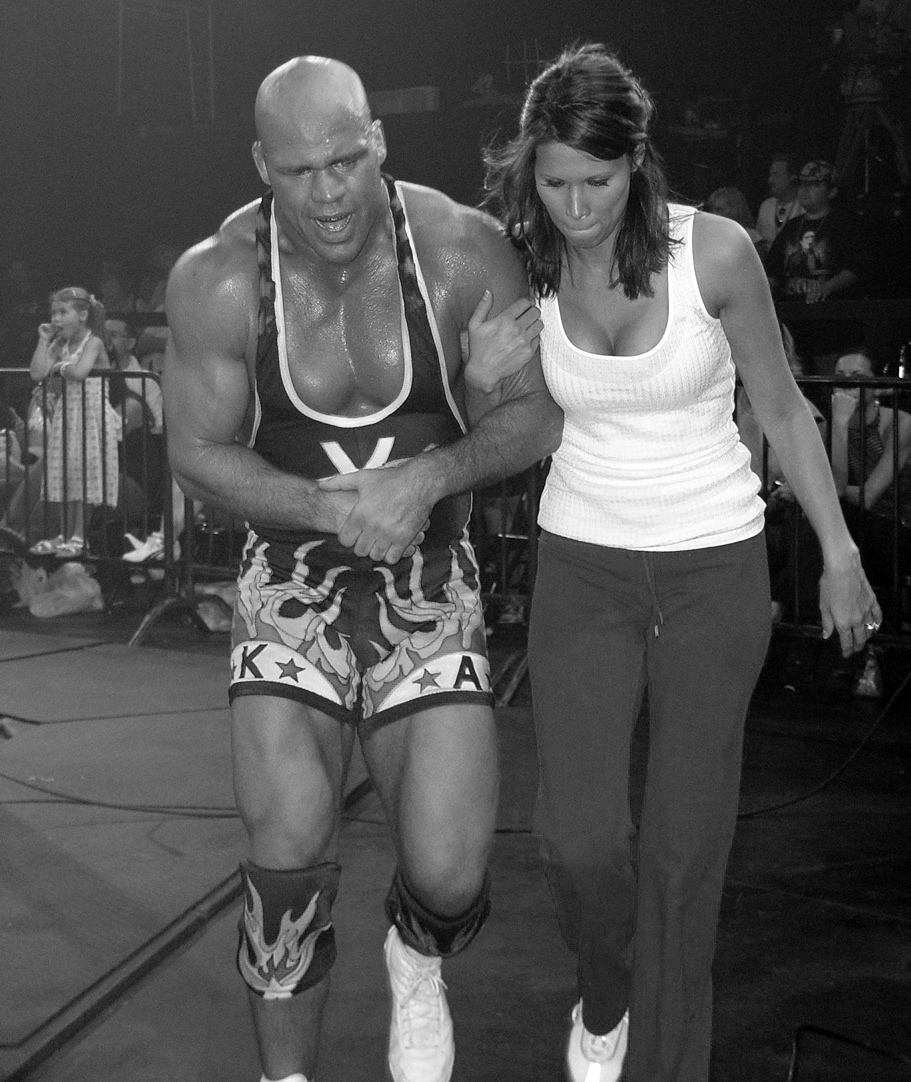
ㅤㅤㅤㅤㅤㅤ

### Cáo buộc steroid
Vào ngày 6 tháng 3 năm 2007, Sports Illustrated đưa tin tên của Angle được phát hiện trong cơ sở dữ liệu khách hàng của trung tâm chăm sóc sức khỏe Florida bị nghi ngờ được giới thiệu cho phân phối thuốc performance-enhancing. Tạp chí này cáo buộc Angle đã nhận đơn thuốc cho trenbolone (mà không được chấp thuận cho con người sử dụng bởi FDA) và nandrolone, cả hai anabolic steroids. Angle trả lời trên website chính thức của anh: "Tôi không hề nhận đơn thuốc không thích hợp. Nó là tài liệu chứng minh tốt rằng trong sự nghiệp của tôi tôi bị đau đốt sống tại cổ của tôi 5 lần và mỗi lần quá trình điều trị đều dưới sự chăm sóc và giám sát của các bác sĩ. Mọi cố gắng để liên kết tôi tới các vận động viên trong các tài khoản tiên tức hiện tại người có thể có tìm kiếm không đúng cách thuốc performance-enhancing là không có cơ sở."

## Các phim đã đóng

### Film
| Năm  | Tiêu đề                        | Vai                           | Chú thích              |
| ---- | ------------------------------ | ----------------------------- | ---------------------- |
| 2009 | End Game                       | Brad Mayfield                 |                        |
| 2009 | Chains                         | Deputy                        | Phim ngắn              |
| 2011 | Dylan Dog: Dead of Night       | Wolfgang                      |                        |
| 2011 | River of Darkness              | Sheriff Will Logan            |                        |
| 2011 | Waking Up                      | Crush Carlisle                | Phim ngắn              |
| 2011 | Warrior                        | Koba                          |                        |
| 2012 | Beyond the Mat                 | Coach Kamen                   |                        |
| 2012 | Death from Above               | Thule                         |                        |
| 2012 | Drummer for the Mob            | FBI agent                     |                        |
| 2012 | Olympic Trials with Kurt Angle | Himself                       | Funny or Die short     |
| 2013 | Pain & Gain                    | Benjamin Rowe (Prison inmate) |                        |
| 2013 | Horse Cops                     | Eli Paste                     | All Def Digital Series |
| 2013 | Pro Wrestlers vs Zombies       | Himself                       |                        |
| 2014 | Sharknado 2: The Second One    | Fire Chief                    |                        |
| 2014 | Not Cool                       | Security guard                |                        |
| 2015 | The Last Witch Hunter          |                               |                        |

### Chương trình truyền hình
| Năm  | Tiêu đề                        | Vai                | Chú thích                           |
| ---- | ------------------------------ | ------------------ | ----------------------------------- |
| 1997 | Fox 53 Ten O'Clock News        | Himself            | Sportscaster: "The Angle on Sports" |
| 2001 | The Weakest Link               | Himself            |                                     |
| 2007 | Inside MMA                     | Himself            | Season 1, Episodes 10 and 11        |
| 2008 | Pros vs. Joes                  | Himself            | Season 3, Episode 1                 |
| 2009 | Criss Angel Mindfreak          | Himself            | Episode: "Car Wreck Vanish"         |
| 2011 | Extreme Makeover: Home Edition | Himself            |                                     |
| 2013 | Baal Veer                      | Special appearance |                                     |

## Trong đấu vật
- Đòn kết thúc

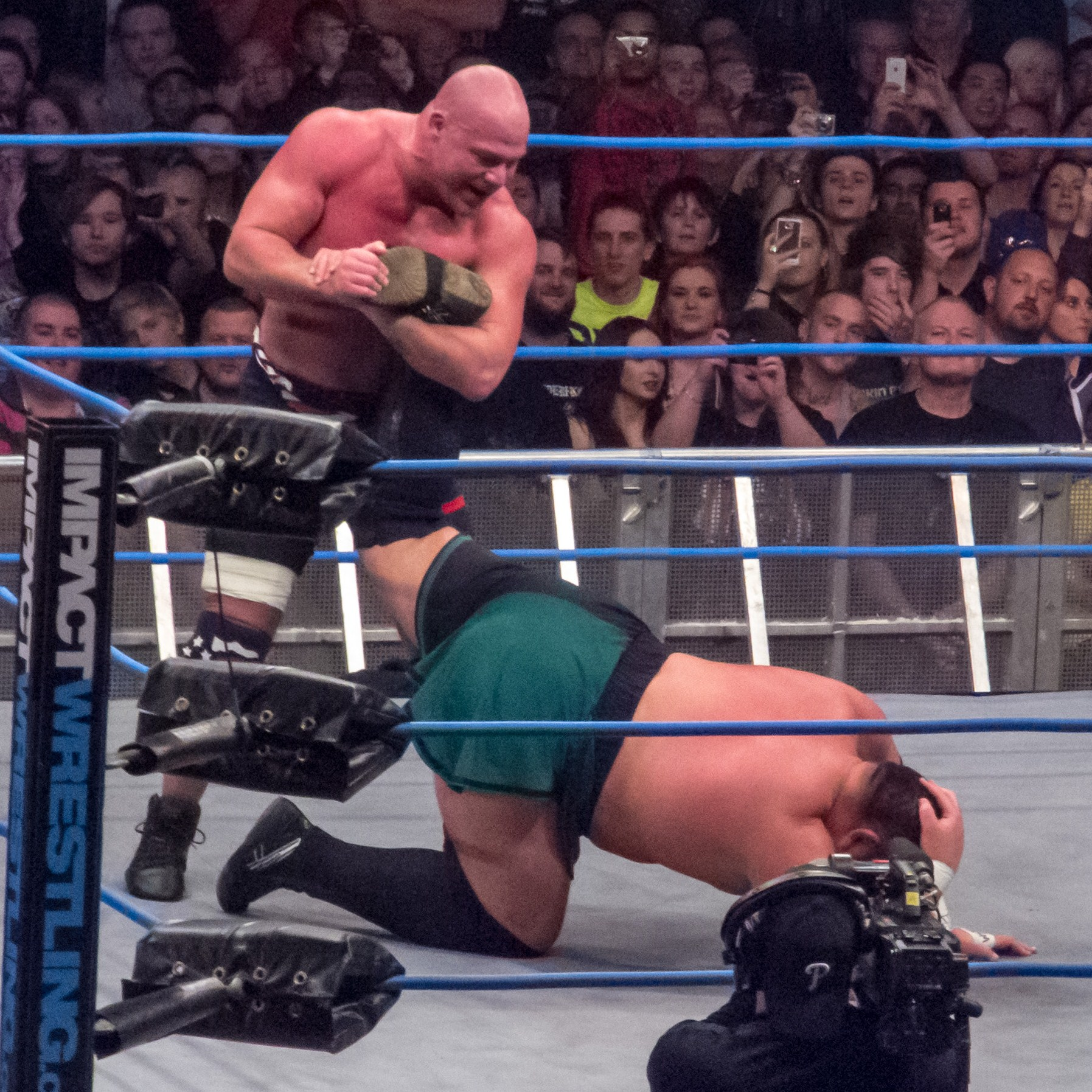
Angle áp dụng đòn ankle lock lên Samoa Joe

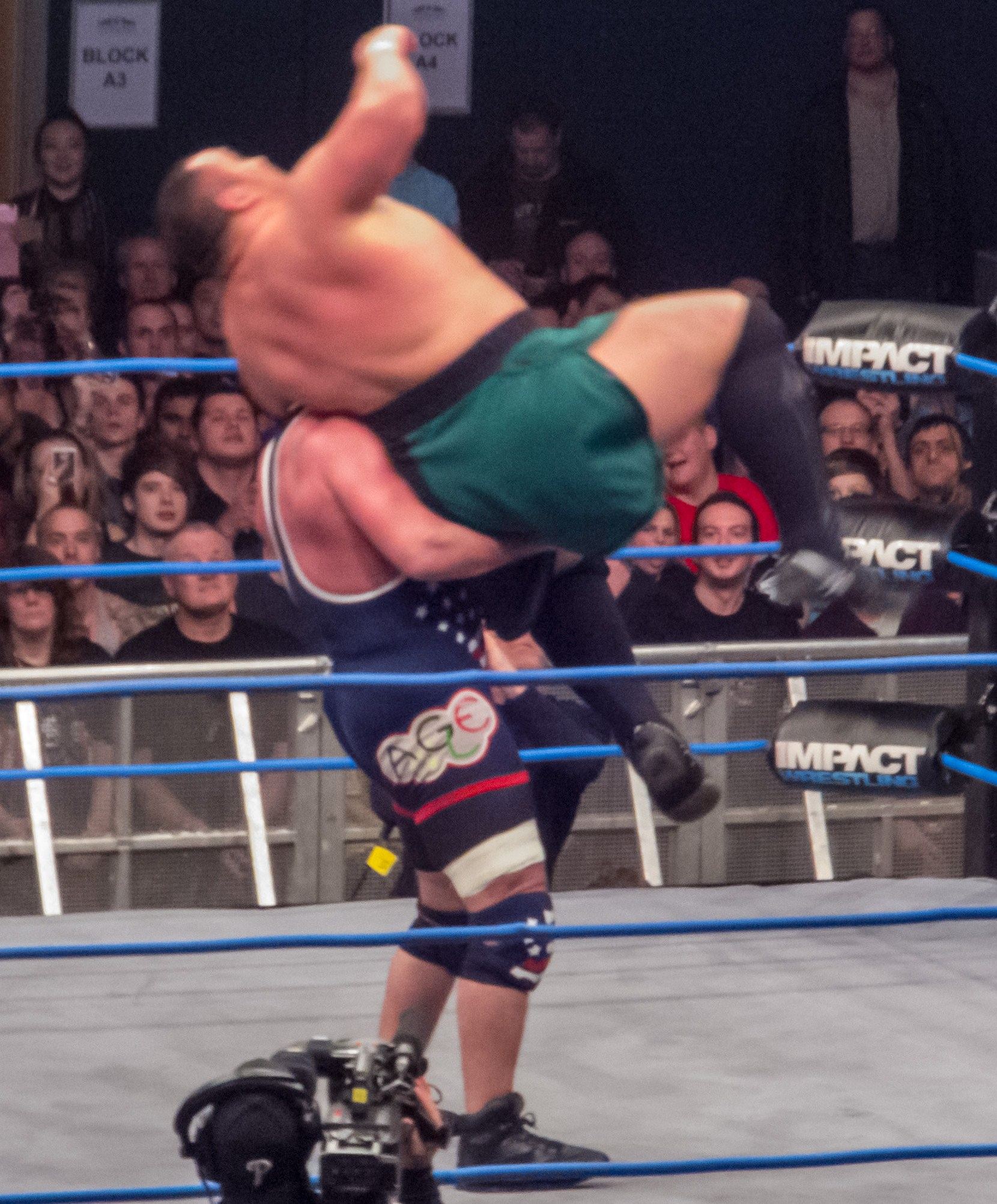
Angle cố áp dụng đòn Angle Slam/Olympic slam lên Joe

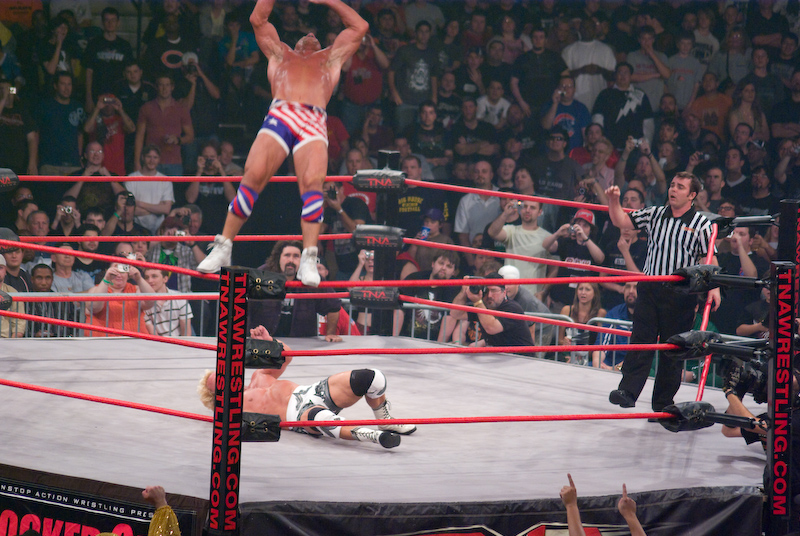
Angle biểu diễn đòn moonsault lên Jeff Jarrett tại Bound for Glory IV

  - Angle Slam / Olympic slam, đôi khi từ top rope[3]　
  - Angle lock, sometimes while grapevining the opponent's leg[3] – 2001–hiện tại; sử dụng như đòn đã đăng ký trong năm 2000
  - Crossface chickenwing[38] – 2000; kế tiếp từ Bob Backlund
- Đòn đã đăng ký

  - Bodyscissors[39]
  - Double leg takedown, thường chuyển thành pin hoặc suplex[40]
  - European uppercut[3]
  - Frog splash[3] – TNA
  - Headbutt[41]
  - Moonsault[3]
  - Multiple suplex variations[3]
    - Bridging / Release belly-to-back[3]
    - Bridging / Release / Rolling German[42]
    - Overhead belly-to-belly,[3] đôi khi từ second rope[3]

  - Rear naked choke[43]
  - Triangle choke[42]
- Quản lý
  - Bob Backlund
  - Eric Bischoff
  - Paul Heyman
  - Shane McMahon
  - Stephanie McMahon-Helmsley[44]
  - Trish Stratus
  - Team Angle
  - Luther Reigns
  - Mark Jindrak
  - Daivari[3]
  - Tomko[45]
  - Karen Angle[3]
  - Kevin Nash
  - Frank Trigg
- Các biệt danh
  - "The Most Celebrated Real Athlete in WWF History"[46] (WWF)
  - "The (Only) Olympic Gold Medalist (in Professional Wrestling)"[47] (WWF/E, TNA)
  - "King of the Ring"
  - "The American/Olympic Hero"[1][48] (WWF/E)
  - "The Wrestling Machine"[49] (WWE/TNA)
  - "The Godfather of The Main Event Mafia"[50] (TNA)
  - "The Cyborg"[51] (TNA)
- Màn xuất hiện
  - "Medal" by Jim Johnston (WWF/E; ngày 14 tháng 11 năm 1999 – ngày 2 tháng 1 năm 2006)
  - "Medal" (Remix) by Jim Johnston (WWE; ngày 29 tháng 1 năm 2006 – ngày 11 tháng 7 năm 2006)
  - "Medal" (Revisited) by Jim Johnston (WWE; ngày 11 tháng 7 năm 2006 – ngày 8 tháng 8 năm 2006)
  - "My Quest" by Dale Oliver (TNA; ngày 24 tháng 9 năm 2006 – ngày 9 tháng 8 năm 2007)
  - "Gold Medal" performed by Tha Trademarc and composed by Dale Oliver (TNA; ngày 12 tháng 8 năm 2007 – ngày 4 tháng 10 năm 2015)
  - "Main Event Mafia" by Dale Oliver[52] (TNA; used while a part of The Main Event Mafia)

## Các chức vô địch và danh hiệu
| - Canadian Cup Championship - Winner (1990) - Collegiate/High School - Pennsylvania State Wrestling Champion (1987) - Clarion University Freshman of the Year (1988) - International Federation of Associated Wrestling Styles - FILA Junior World Freestyle Champion (1988) - FILA World Championships gold medal in freestyle wrestling (100 kg) (1995) - National Amateur Wrestling - National Amateur Wrestling Hall of Fame (Class of 2001) - National Collegiate Athletic Association - NCAA Division I All-American (1990–1992) - NCAA Division I Champion (1990, 1992) - Olympic Games - Summer Olympics gold medal in freestyle wrestling (heavyweight) (1996) - USA Wrestling - USA Junior Freestyle Champion (1987) - USA Senior Freestyle Champion (1995, 1996) - USA Wrestling Hall of Fame (Class of 2001) - Greatest Shoot Wrestler of All-Time | - Cauliflower Alley Club - Future Legend Award (2000) - Inoki Genome Federation - IWGP Heavyweight Championship (1 time) - International Wrestling Institute and Museum - George Tragos/Lou Thesz Hall of Fame (2012) - Special honoree (2015) - Power Pro Wrestling - PPW Heavyweight Championship (1 time) - Pro Wrestling Illustrated - Comeback of the Year (2003) - Feud of the Year (2000)vs. Triple H - Feud of the Year (2003) vs. Brock Lesnar - Feud of the Year (2007) vs. Samoa Joe - Match of the Year (2003) vs. Brock Lesnar in an Iron Man match on SmackDown! on September 16 - Match of the Year (2005) vs. Shawn Michaels at WrestleMania 21 - Most Hated Wrestler of the Year (2000) - Most Inspirational Wrestler of the Year (2001) - Most Popular Wrestler of the Year (2003) - Rookie of the Year (2000) - Wrestler of the Year (2003) - Ranked 1 of the top 500 singles wrestlers in the PWI 500 in 2001 - SoCal Uncensored - Match of the Year (2000) vs. Christopher Daniels, ngày 13 tháng 9 năm 2000, Ultimate Pro Wrestling - Total Nonstop Action Wrestling - TNA World Heavyweight Championship (6 times) - TNA World Tag Team Championship (2 times) – with Sting (1)1 and A.J. Styles (1) - TNA X Division Championship (1 time) - King of the Mountain (2007, 2009) - Second TNA Triple Crown Champion - Feud of the Year (2006, 2007) with Samoa Joe - Match of the Year (2007) vs. Sting at Bound for Glory, ngày 14 tháng 10 năm 2007 - TNA Hall of Fame (Class of 2013) - World Wrestling Federation / World Wrestling Entertainment - WWF/E Championship (4 times) - World Heavyweight Championship (1 time) - WCW Championship (1 time)2 - WCW United States Championship (1 time)2 - WWF Hardcore Championship (1 time) - WWF European Championship (1 time) - WWF Intercontinental Championship (1 time) - WWE Tag Team Championship (1 time) – with Chris Benoit - King of the Ring (2000) - Tenth Triple Crown Champion - Fifth Grand Slam Champion - Wrestling Observer Newsletter - Best Gimmick (2000) - Best on Interviews (2002) - Best Technical Wrestler (2002) - Feud of the Year (2003) vs. Brock Lesnar - Match of the Year with Chris Benoit vs. Edge và Rey Mysterio, No Mercy 2002 - Most Improved (2000) - Most Outstanding Wrestler (2001–2003) - Readers' Favorite Wrestler (2002, 2003) - Wrestler of the Year (2002) - Wrestler of the Decade (2000–2009) - Wrestling Observer Newsletter Hall of Fame (Class of 2004) 1 ^ Angle originally won both tag team championship belts from solo championship holder Samoa Joe. Sting won a four way match to win the other share of the title, and joined Angle in his reign mid-way through. 2 ^ Won during the Invasion storyline. |

### Luchas de Apuestas record
| Winner (wager) | Loser (wager)     | Location             | Event        | Date                | Notes  |
| -------------- | ----------------- | -------------------- | ------------ | ------------------- | ------ |
| Edge (hair)    | Kurt Angle (hair) | Nashville, Tennessee | Judgment Day | 19 tháng 5 năm 2002 | [ 79 ] |